# Бежанов, Алексей Гаврилович
Алексей Гаврилович Бежанов (Бажанов) (1777—1823) — архитектор, академик Императорской Академии художеств.

## Биография

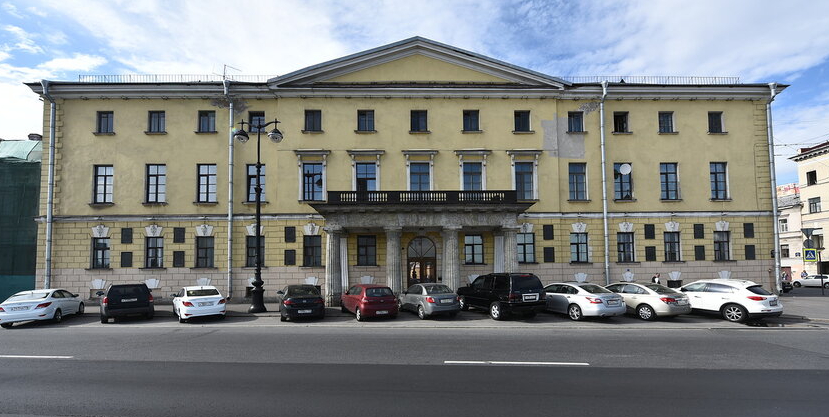
Главный фасад Дома академиков в Санкт-Петербурге, вид с набережной Лейтенанта Шмидта

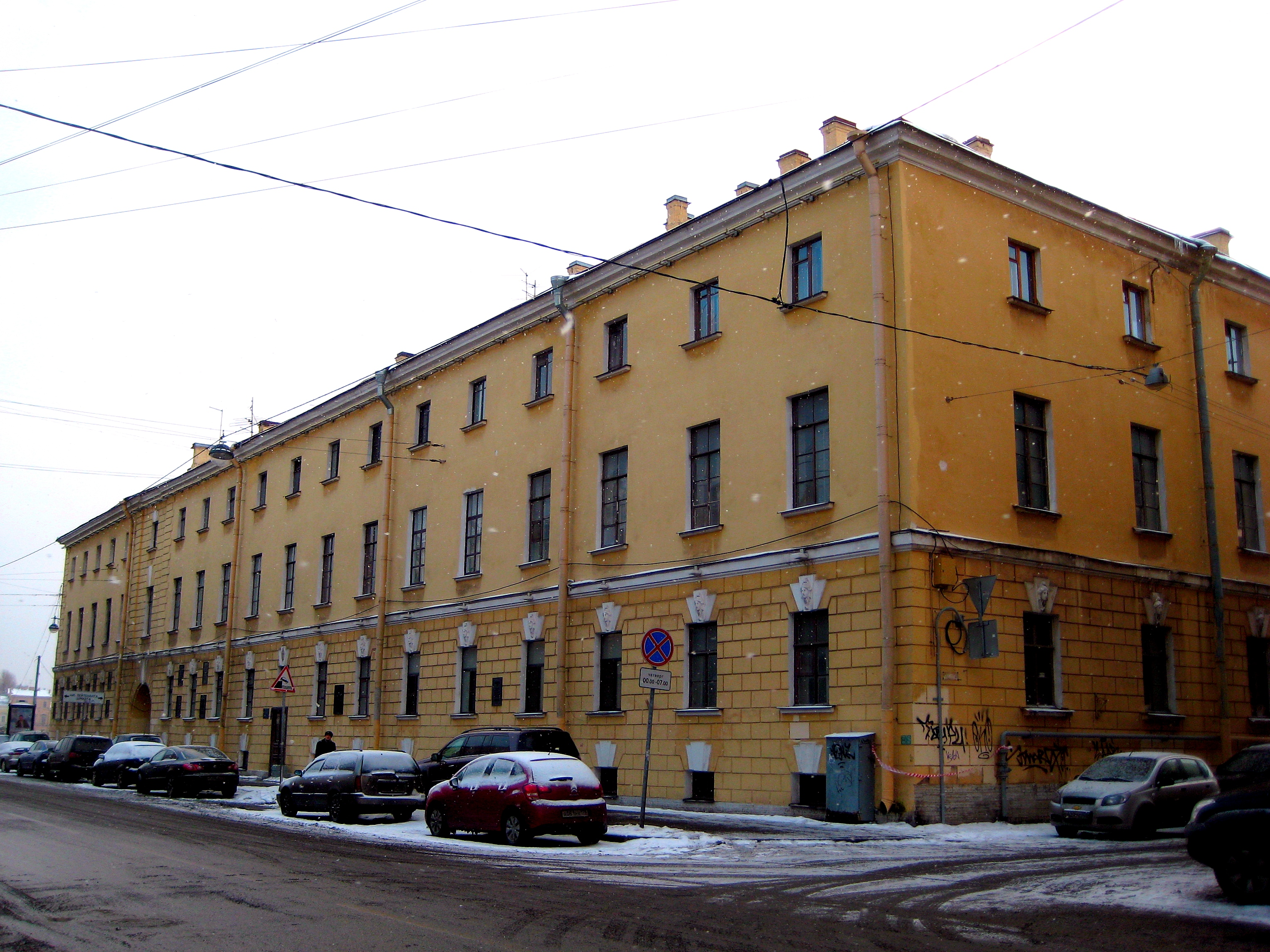
Боковой фасад Дома академиков в Санкт-Петербурге, вид с 7-й линии Васильевского острова

Сын таможенного надсмотрщика. Учился в Императорской Академии художеств (1782–1796). Воспитанник Академии художеств (с 1782). Пенсионер И. И. Бецкого. Получил медали Академии художеств: малая серебряная (1794), большая серебряная (1795). Выпущен из Академии со званием художника с аттестатом 1-й степени и шпагой (1796). Избран в академики (1809) по «разным произведённым им проектам и строениям в практике и по представленному им фасаду с планом загородного дома г. Яковлева, выстроенного им на Петербургской дороге».

### Основные проекты
Проектировал загородные дома, особняки и др. постройки. Наряду с Андреяном Захаровым и Денисом Филипповым считается одним из вероятных авторов проекта перестройки знаменитого Дома академиков на Васильевском острове в Санкт-Петербурге.
В результате строительных работ, осуществленных 1806-1808 годах, Дом академиков, также известный как жилой дом Академии наук (расположен по адресу: Санкт-Петербург, 7-я линия Васильевского острова, 2/1, лит. А), получил новые фасады, оформленные в стиле классицизма.
Со стороны набережной дом был дополнен монументальным портиком с четырьмя каннелированными дорическими колоннами, поддерживающими массивный антаблемент и балкон. Балюстрада балкона была оформлена на заводе, принадлежащем Чарльзу Берду, черепичная кровля на крыше здания была заменена на железную.